# شهر الی
شهر الی (به سوئدی: Ale Municipality) یک ناحیه شهری در سوئد است که در استان وسترا گوتلاند واقع شده‌است.

## خواهرخوانده
شهرهای برتینورو، Kaufungen و Ruukki خواهرخوانده‌های شهر الی هستند.